# Братья Комаровы (платформа)
Братья Комаровы — железнодорожная платформа на линии Казань — Агрыз в городе Кукмор. В 2013 году была закрыта как разъезд.

## История
Платформа названа в честь Кукморских предпринимателей, братьев Николая Васильевича и Сергея Васильевича Комаровых, основателей «Торгового дома „Братья Комаровы“ фабрики валяной и бурочной обуви», на основе которого был создан «Кукморский валяльно-войлочный комбинат». Братья Комаровы сыграли важную роль в строительстве железной дороги через Кукмор. Существует история, в которой описано, что братья споили строителей железной дороги, и пообещав вознаграждение убедили строить железную дорогу через Кукмор.

## Расположение
Севернее платформы, параллельно железной дороге, проходит улица Ленина. Переезд в районе платформы считается одним из опасных на данном участке.